# Calpo (unité)
Cet article court présente un sujet plus développé dans : Unité de mesure.
Pour les articles homonymes, voir Calpo (homonymie).
Le calpo est une unité de masse autrefois employée en Sardaigne.
Ses subdivisions étaient :
- 1 calpo = 10 cantarelli = 40 rubbia = 1 040 libbre ;
- 1 calpo = 422 kilogrammes.